# Rob Sheffield
Robert James Sheffield (sinh ngày 2 tháng 2 năm 1966) là một nhà báo âm nhạc và tác giả người Mỹ. Ông là biên tập viên đóng góp lâu năm cho tờ Rolling Stone, với chuyên môn về âm nhạc, truyền hình và văn hóa đại chúng. Trước đây, ông từng đảm nhiệm vai trò biên tập viên đóng góp cho các tạp chí Blender, Spin và Details. Là người gốc Milton, Massachusetts, Sheffield có bằng cử nhân của Đại học Yale và bằng thạc sĩ (1991) của Đại học Virginia. Sheffield sống tại Brooklyn, New York.

## Sự nghiệp
Sheffield đã viết một số cuốn sách, trong đó có cuốn hồi ký Love Is a Mix Tape: Life and Loss, One Song at a Time do nhà xuất bản Random House phát hành vào tháng 1 năm 2007. Tác phẩm nhận được nhiều lời khen ngợi và là cuốn sách bán chạy nhất nội địa.
Cuốn sách thứ năm của Sheffield phát hành vào tháng 4 năm 2017 có tên Dreaming the Beatles: The Love Story of One Band and the Whole World. Một đoạn trích từ cuốn sách đã được xuất bản trực tuyến trên trang Rolling Stone. USA Today đã cho cuốn sách ba sao rưỡi trên bốn sao và gọi đây là "tập hợp các mẩu chuyện mới đầy quyến rũ." Spin nói thêm rằng "Dreaming the Beatles cân bằng về mặt lịch sử lẫn phê bình văn hóa, vì Sheffield đã đúc kết từ hàng tá nguồn tham khảo để kể lại câu chuyện về cách The Beatles trở thành hiện tượng." MTV cho rằng "Dreaming the Beatles là một trong những cuốn sách hay nhất về ban nhạc từng được viết." Năm 2017, Sheffield đã giành được Giải thưởng Virgil Thomson của Quỹ ASCAP cho Nhà phê bình âm nhạc xuất sắc nhờ việc phát hành cuốn sách này.

## Sự nghiệp văn học
- 2007 – Love Is a Mix Tape: Life and Loss, One Song at a Time. ISBN 9781400083039
- 2009 – Bande Originale (French Edition). ISBN 2355840202
- 2010 – Talking to Girls About Duran Duran: One Young Man's Quest for True Love and a Cooler Haircut. ISBN 0452297230
- 2013 – Turn Around Bright Eyes: The Rituals of Love and Karaoke. ISBN 0062207628
- 2016 – On Bowie. ISBN 0062562703
- 2017 – Dreaming the Beatles: The Love Story of One Band and the Whole World. ISBN 0062207652
- 2019 – The Wild Heart of Stevie Nicks (Audible book). ASIN B07PRK66HL